# Steninvreia edgari
Steninvreia edgari är en stekelart som beskrevs av Boucek 1988. Steninvreia edgari ingår i släktet Steninvreia och familjen bredlårsteklar. Inga underarter finns listade i Catalogue of Life.